# A Hymn to the Virgin

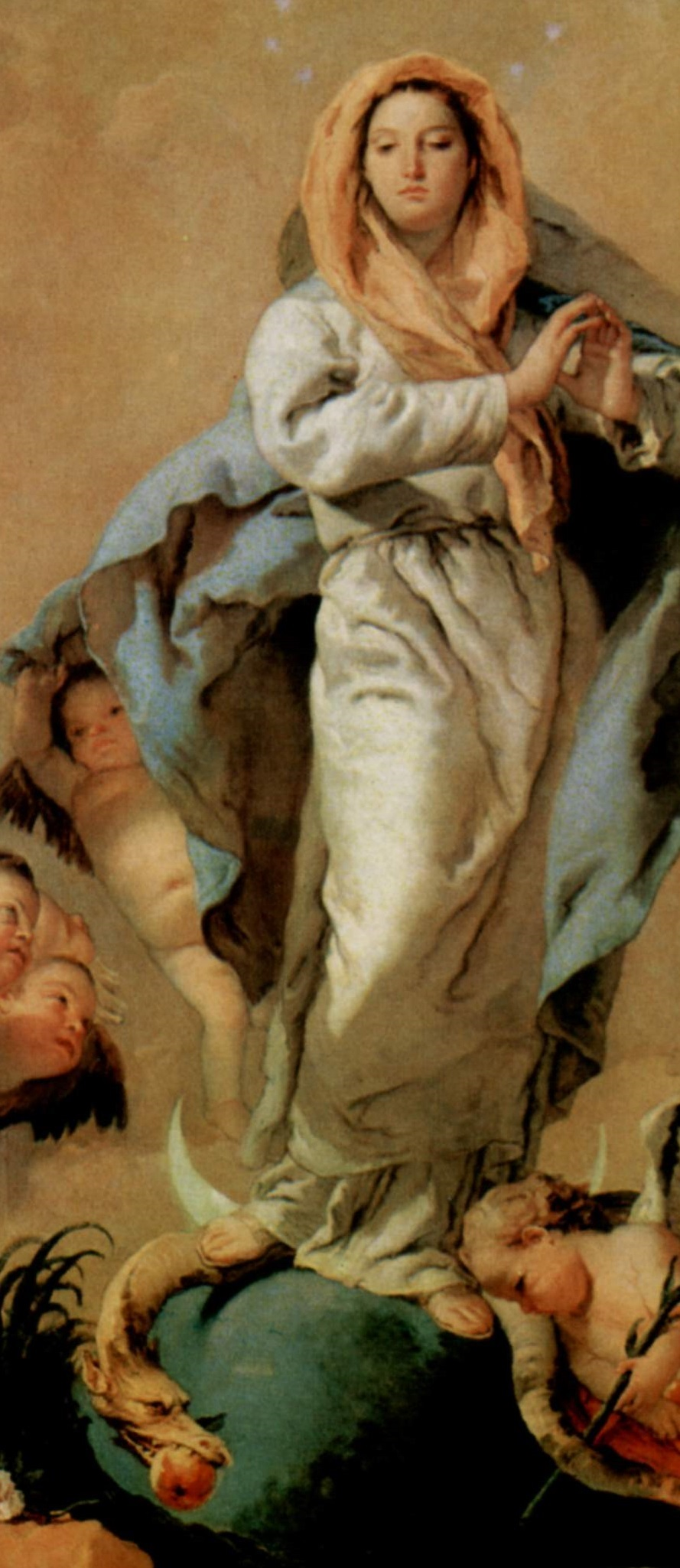
Maria zertritt die Paradiesesschlange (Giovanni Battista Tiepolo 1767)

A Hymn to the Virgin („Ein Hymnus an die Jungfrau“ (Maria)) oder nach seinem Anfangsvers Of one that is so fair and bright, Velut maris stella („Von einer, die so rein und strahlend ist wie der Meerstern“) ist ein englisches Carol (Weihnachtslied). Der aus mittelenglischen und lateinischen Zeilen gemischte Text des Liedes, ein anonymes Gedicht aus dem 13. Jahrhundert, ist eine Lobpreisung Mariens. Er fand Aufnahme in dem Gedichtband der Quiller-Couch-Ausgabe des „Oxford Book of English Verse“. Die Jungfrau Maria wird auf vielfache Weise beschrieben, „nicht zuletzt als Gegenmittel für die Sünde der Eva.“
Eine bekannte Vertonung stammt von dem jungen Benjamin Britten (1913–1976), eine weitere von Michael Howard (1922–2002) in seinen Three Middle English Songs (Nr. 1).

## Text
| Englisch | Übersetzung |
| --- | --- |
| A Hymn to the Virgin Of one that is so fair and bright, Velut maris stella, Brighter than the day is light, Parens et puella: I cry to thee, thou see to me, Lady, pray thy Son for me Tam pia, That I may come to thee, Maria! All this world was forlorn Eva peccatrice, Till our Lord was yborne De te genetrice. With Ave it went away Darkest night, and comes the day Salutis; The well springeth out of thee Virtutis. Lady, flow'r of ev'rything, Rosa sine spina, Thou bare Jesu, heaven's King, Gratia divina: Of all pearls thou bear'st the prize, Lady, queen of paradise Electa: Maiden mild, mother es Effecta. | Hymnus an die Jungfrau Maria Von einer, die so rein und strahlend ist Wie der Meerstern, Strahlender als der helle Tag, Mutter und Jungfrau: Ich rufe zu dir, sieh auf mich, Herrin, bitte deinen Sohn für mich, Du Fromme, Dass ich zu dir kommen darf, Maria! Die ganze Welt war verloren, Durch die Sünderin Eva, Bis unser Herr geboren wurde Von dir, Mutter. Mit dem Ave verschwand Die finsterste Nacht, und es kommt der Tag Des Heils; Aus dir entspringt der Quell Der Tugend. Herrin, Blume aller Dinge, Rose ohne Dornen, Du gebarst Jesus, den himmlischen König Durch göttliche Gnade: Unter allen Perlen gebührt dir der Preis, Herrin, Königin des Paradieses, Auserwählte: Sanfte Jungfrau, zur Mutter wurdest du Geschaffen. |

## Videos
- Klangbeispiele: (a) (B. Britten, Ars Vocalis Choir) (b) (Timothy Craig Harrison), (c) (Memento vom 4. Februar 2014 im Internet Archive) (B. Britten, Westminster Cathedral Choir)